# Мірча Друк
Мірча Георгійович Друк (рум. Mircea Druc; 25 липня 1941, Почумбеуць, Ришканський район, Молдавська РСР, СРСР) — перший прем'єр-міністр Молдови в 1990—1991, ініціатор походу на Гагаузію в 1990.

## Життєпис
Народився в молдовській селянській родині в селі Почумбеуць, Ришканський район.
У 1964 році закінчив Ленінградський університет, Московський університет та аспірантуру Інституту Латинської Америки Академії наук СРСР. За професією — економіст, психолог, перекладач, володіє кількома іноземними мовами, в тому числі чотирма вільно.
З 1964 року працював референтом-перекладачем відділу роботи із закордонними представниками транспортного управління міжнародних повітряних ліній Міністерства цивільної авіації СРСР, був диспетчером аеропорту "Шереметьєво». У 1967—1970 роках — в Інституті Латинської Америки АН СРСР: аспірант, молодший науковий співробітник сектору економіки. У 1970—1972 роках — викладач наукових засад управління Кишинівського політехнічного інституту. У 1972—1975 роках — головний спеціаліст Центру наукової організації праці та управління виробництвом Молдавської РСР.
На початку 1970-х виключений з КПРС. Не відновлений.
Збереглося факсиміле листа Друка 1974 року голові Комітету партійного контролю при ЦК КПРС Арвиду Пельше, в якому Друк пише: «Я був, є і буду комуністом і тому звертаюся до вас з проханням повернути мені партійний квиток…»
З 1975 року працював у Москві: старший інженер Центру проблем управління Московського державного університету імені Ломоносова (1975—1976), старший науковий співробітник «Інформелектро» (1976—1977), керівник сектору техвідділу виробничого об'єднання «Мосбудпластмас» (1977—1981).
З 1981 працював у місті Чернівці: вчений секретар філії Київського інституту автоматики (1981—1983), начальник відділу стандартизації та управління якістю продукції деревообробного комбінату (1983—1986), перекладач за договором з видавництвом «Література артистике», викладач Чернівецького державного університету, старший науковий співробітник Чернівецького медичного інституту, директор госпрозрахункового Центру системних досліджень (1986—1989).
У 1989—1990 роках, до обрання головою Ради міністрів МРСР, працював генеральним директором госпрозрахункового Центру ділового співробітництва із зарубіжними країнами при Молдавському товаристві дружби та культурного зв'язку із зарубіжними країнами в Кишиневі.
З 25 травня 1990 до 28 травня 1991 року обіймав посаду прем'єр-міністр МРСР. Одночасно в 1990 був членом Президентської ради Молдови та лідером парламентської фракції Народний фронт Молдови.
У грудні 1991 року став головою національної Ради возз'єднання. У лютому 1992 обраний головою Християнсько-демократичного народного фронту Молдови.
4 червня 1992 відновив своє румунське громадянство за народженням. У тому ж році позбавлений депутатських повноважень.
Був незалежним кандидатом в президенти Румунії на виборах 27 вересня 1992, в результаті яких набрав 2,75 % голосів виборців.
Опублікував ряд наукових робіт в області менеджменту та психології управління.